# Spiraalmodel
Het spiraalmodel is ontwikkeld en gepubliceerd door B.W. Boehm. Het model kent vier fasen, die achtereenvolgens worden uitgevoerd (een lineair verloop). Na uitvoering van de vier fasen kan worden besloten om de vier stappen te herhalen of het project te beëindigen. Het project beëindigen kan op het moment dat het project klaar is, of een onderdeel onuitvoerbaar blijkt.

## De vier fasen
1. Bepaal het doel, de alternatieven en de beperkingen.
2. Evalueer de alternatieven, bepaal de risico's en kies het alternatief met de minste risico's.
3. Ontwikkel en verifieer het 'volgend-niveau-product'
4. Voer een review uit en plan de volgende doorgang van deze vier fasen. Beëindig dit project, of begin weer bij stap 1.

## Het principe
Het model is gebaseerd op het uitvoeren van activiteiten die het hoogste risico met zich meebrengt. Men begint dus met het uitvoeren van het onderdeel met het hoogste risico. Op die manier wordt het mogelijk gemaakt om een bepaald deel van het systeem te implementeren, terwijl een ander deel nog ontworpen moet worden.
Mocht een bepaald onderdeel te grote risico's met zich meebrengen dan kan er voor worden gekozen dit onderdeel niet uit te voeren, of het project in zijn geheel af te blazen. Door de volgorde van werken zou dit aan het begin van het project moeten blijken.
Verder kenmerkt het model zich door het niet afsluiten van een fase door documentatie, wat in het watervalmodel wel gebeurt.

## Voordelen
De meest risicodragende problemen, worden in het begin van een project ingeschat en onder handen genomen. Het vertrouwen in het slagen van het project is hierdoor groot. Ook wordt eerder duidelijk dat een project onuitvoerbaar blijkt te zijn.
Risico's zijn voor een opdrachtgever kleiner, dan bij gebruik van de watervalmethode.

## Nadelen
Het maken van een planning is vaak onmogelijk, omdat het van tevoren inschatten van de risico's, of iteraties niet voldoende kan. De opdrachtgever kan er daardoor niet zeker van zijn, wanneer het project zal zijn afgerond. Dit is overigens voor het watervalmodel ook van kracht. Daar is het onzeker wat de doorlooptijd zal zijn van de verschillende fasen.
Het inschatten van risico's is een centraal thema. Dit is vaak een moeilijke taak, waardoor het nodig is iemand aan te stellen die raad weet met complexe, risicovolle en grote projecten. Daardoor is het project afhankelijk van de kwaliteit van mensen en methoden voor het vaststellen van de risico's.